# Linia Azowsko-Mozdocka
Linia Azowsko-Mozdocka – dziewięć twierdz zbudowanych po zakończeniu wojny rosyjsko-tureckiej na Północnym Kaukazie, z polecenia kniazia Potiomkina, w celu zagwarantowania wpływów Imperium Rosyjskiego w tym rejonie. 
Umocnień broniło pięć pułków kozackich (Wołżański, Kaukaski, Stawropolski, Chopiorski i Kubański), które w 1832 weszły w skład Kaukaskich Liniowych Wojsk Kozackich.
Nazwa pochodzi od miast Azow i Mozdok.